# Novostroiivka, Țarîceanka
Novostroiivka (în ucraineană Новостроївка) este un sat în comuna Babaikivka din raionul Țarîceanka, regiunea Dnipropetrovsk, Ucraina.

## Demografie
Componența lingvistică a localității Novostroiivka
     Ucraineană (95,26%)
     Rusă (4,74%)
Conform recensământului din 2001, majoritatea populației localității Novostroiivka era vorbitoare de ucraineană (95,26%), existând în minoritate și vorbitori de rusă (4,74%).